# Pro Evolution Soccer
 Ovo je glavno značenje pojma Pro Evolution Soccer. Za cijeli serijal pogledajte Pro Evolution Soccer (serijal).
Pro Evolution Soccer (u Japanu i SAD-u poznat i kao Winning Eleven 5) prva je igra u istoimenom serijalu nogometnih videoigara japanskog proizvođača Konamija. Pro Evolution Soccer se prodavao samo za konzole PlayStation i PlayStation 2.
Nasljednik serijala International Superstar Soccera (ISS-a) i zadnje igre u tom serijalu (ISS Pro Evolution 2), serijal Pro Evolution Soccer i PES 1 kao prva igra u novom serijalu Konamija bio je hit u svijetu.

## Licence

### Reprezentacije
Na Pro Evolution Socceru (PES 1) su s nalazile sljedeće nogometne reprezentacije:
| - Argentina - Australija - Austrija - Belgija - Brazil - Bugarska - Kamerun - Čile - Kina - Kolumbija - Hrvatska - Češka - Danska - Egipat - Finska - SR Jugoslavija | - Francuska - Njemačka - Grčka - Mađarska - Iran - Italija - Jamajka - Japan - Meksiko - Maroko - Nizozemska - Nigerija - Norveška - Paragvaj - Peru - Poljska | - Portugal - Rumunjska - Rusija - Saudijska Arabija - Slovačka - Slovenija - JAR - Južna Koreja - Španjolska - Švedska - Švicarska - Tunis - Turska - Ukrajina - SAD - Urugvaj |  |

### Klubovi
Sljedeći klubovi se nalaze u igri. Za razliku od svih ostalih nastavaka u serijalu, PES 1 nije mogao uređivati klubove. Nijedan klub nije imao licencu.
| - Manchester United - Arsenal - Chelsea - Liverpool - Leeds United - West Ham United - Newcastle United - F.C. Barcelona - Real Madrid - Valencia C.F. - Deportivo la Coruña | - AS Monaco - Olympique de Marseille - Paris Saint-Germain - Girondins de Bordeaux - Ajax - Feyenoord - PSV Eindhoven - Inter - Juventus - A.C. Milan - Lazio | - Parma - Fiorentina - A.S. Roma - Borussia Dortmund - Bayern München - Bayer Leverkusen - Vasco da Gama - Palmeiras - River Plate - Boca Juniors - Malaysia F.C. |

## Vanjske poveznice
- Konami Europe (engl.)
- ISSLand - Hrvatska PES stranica i forum   Arhivirana inačica izvorne stranice od 6. kolovoza 2018. (Wayback Machine)